# Indigestione
L'indigestione è un termine generico che racchiude una moltitudine di disturbi nati nella parte superiore dell'addome. Tale disturbo può essere transitorio o continuato nel tempo. 
Racchiude in sé fenomeni correlati quali la pirosi gastrica, il rigurgito e la dispepsia. Nella maggior parte dei disturbi notati solo una piccola percentuale mostra danni come stenosi o ulcere.

## Eziologia
Il motivo principale della nascita dell'indigestione è da riscontrarsi in malattie del reflusso gastroesofageo, dispepsia, o malattie più gravi.

## Sintomatologia
Nell'indigestione possiamo riscontrare, come sintomi: asma, nausea, laringite, apnee notturne, vomito, bronchite cronica, polmoniti da aspirazione, alitosi, singhiozzo, carie dentali, mal di stomaco.

### Fattori di rischio
Sono elementi che possono portare ad un'indigestione e quindi da tenere sotto controllo preventivo:
- Aumento del contenuto gastrico, fattori fisici e aumentata pressione nello stomaco. Tali fattori sono causati da eventi passeggeri, quali errata o anomala postura, o riconducibili ad assunzione di cibo non corretto e spesso sproporzionato all'individuo.
- Perdita del tono dello sfintere esofageo della parte inferiore (questa a differenza dei precedenti causata soprattutto da malattie o dal fumo).

## Terapie
Oltre alla cura per la prevenzione del reflusso gastroesofageo, con una dieta equilibrata e con assoluto divieto di assunzione di sostanze tossiche come alcol e fumo, possono essere usati normali antiacidi. Le tecniche chirurgiche come la procedura di Belsey, devono essere impiegate solo in casi estremi, quando le persone non reagiscono alla terapia comune.
Per gli individui sopra i 45 anni, è utile controllare con esami se il responsabile dell'indigestione possa essere il batterio noto come l'Helicobacter pylori.